# Phare de Triple Island
Le phare de Triple Island est un phare situé sur Triple Island, une petite île du groupe de Dundas Island , au nord-ouest du port de Prince Ruppert, dans le District régional de Skeena-Queen Charlotte (Province de la Colombie-Britannique), au Canada.
Ce phare est géré par la Garde côtière canadienne .
Ce phare, lieu historique national  depuis 1974 et phare patrimonial   en date du 12 février 2015, est répertorié par la Loi sur la protection des phares patrimoniaux (en) .

## Histoire
Ce phare est une grande station de signalisation construite durant quatre ans pour être mise en service en 1921. Il est érigé à environ 40 km à l'ouest du port de Prince Ruppert dans l'entrée Dixon (en anglais : Dixon Entrance), un long détroit marquant la limite entre l'Alaska et la Colombie-Britannique, au nord du détroit d'Hecate.
Une hélisurface (IATA : YTI) occupe une grande partie du reste de l'îlot. Le personnel de l'US Coast Guard dirige la station pendant une période de 28 jours consécutifs.

## Description
Le phare est une tour octogonale blanche, avec galerie et lanterne rouge, de 22 m de haut, attachée à une grande maison blanche de deux étages. Il émet, à une hauteur focale de 28 m, deux éclats blancs toutes les 9 secondes. Sa portée nominale est de 16 milles nautiques (environ 30 km).
Ce phare n'est pas accessible au public et il est ravitaillé par hélicoptère.
Identifiant : ARLHS :CAN-508 - Amirauté : G-5812 - NGA : 11460 - CCG : 0752 .

## Caractéristique duFeu maritime
Fréquence :9 secondes (W-W)
- Lumière : 0.25 seconde
- Obscurité : 2.5 secondes
- Lumière : 0.25 seconde
- Obscurité : 6 secondes

### Lien connexe
- Liste des phares de la Colombie-Britannique